# Hidetoshi Nakata
Hidetoshi Nakata (中田 英寿 Nakata Hidetoshi?, Kōfu, Yamanashi, 22 de enero de 1977) es un exfutbolista japonés que jugaba de centrocampista.   
Comenzó su carrera profesional en 1995 en las filas del Bellmare Hiratsuka de la J. League, donde ganó a nivel individual el título de mejor jugador de la Confederación Asiática de Fútbol dos años consecutivos. Fue uno de los primeros futbolistas profesionales nipones que dio el salto a las ligas europeas, cuando en 1998 fichó por el Perugia. Con la Roma fue campeón de la Serie A en la temporada 2000-01.
En cuanto a su trayectoria internacional, Nakata pasó por todas las categorías de la selección japonesa. En la absoluta jugó en 77 ocasiones, disputó tres Mundiales de Fútbol y dos Juegos Olímpicos.
Tras su paso por varios clubes italianos como el Parma o la Fiorentina, y un traspaso a la Premier League en las filas del Bolton Wanderers, Nakata anunció su retirada de las competiciones profesionales el 3 de julio de 2006, a los 29 años. Actualmente trabaja como modelo y gestiona una fundación.

## Trayectoria

### Inicios en el fútbol japonés

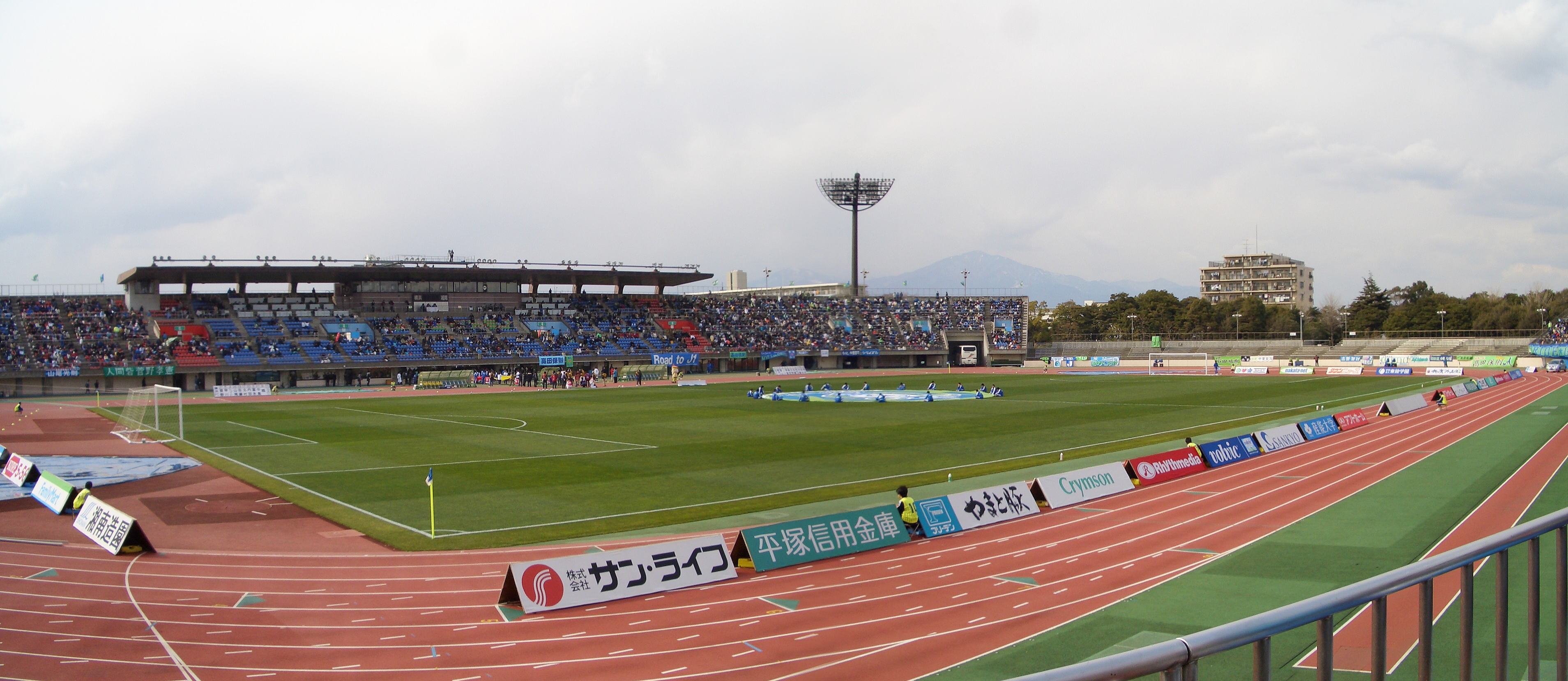
Estadio del Bellmare Hiratsuka, primer equipo profesional de Nakata.

Comenzó a jugar al fútbol en categorías escolares de la prefectura de Yamanashi, y en 1994 disputó por la escuela estatal de Nirasaki el Campeonato Nacional de fútbol para institutos. A raíz de su actuación en ese torneo fue convocado por la selección de fútbol de Japón para el Campeonato Juvenil de la AFC sub-19, que se celebró ese año en Indonesia, y donde su país perdió en la final frente a Siria.
Después de su actuación en el torneo asiático, recibió ofertas de clubes de la J. League, máxima categoría profesional del país, y con 18 años fichó en 1995 por el Bellmare Hiratsuka. Aunque tuvo propuestas de clubes más potentes, como Júbilo Iwata o Yokohama Marinos, el jugador prefirió irse a un club de menor categoría, donde su rol cobraría más importancia. En su año de debut se consolidó como titular y cuajó una buena temporada, con 26 partidos disputados y ocho goles. En la siguiente campaña, retrasó su posición de delantero al centro del campo para convertirse en un creador de juego, y su labor fue esencial para que Bellmare ganara la Recopa de la AFC en 1996.
Nakata se convirtió en la estrella del Bellmare y comenzó a ser habitual en las convocatorias de la selección absoluta, que en 1997 logró su primera clasificación para la Copa Mundial de Fútbol. Ese mismo año ganó a nivel individual el premio al futbolista nipón del año, su presencia en el once inicial de la J. League, y su primer galardón como mejor futbolista para la Confederación Asiática de Fútbol, título que revalidó un año después. En 1998 fue nombrado jugador más valioso del Campeonato de Fútbol del Este de Asia, ganó una Copa Dinastía con el combinado nacional, y fue convocado para disputar el Mundial de 1998 en Francia, donde pese a la eliminación de su país en primera ronda, dejó buenas sensaciones.

### Carrera en Europa
A raíz de su actuación en el Mundial y de sus estadísticas en la liga japonesa, Nakata llamó la atención del Perugia Calcio italiano, un recién ascendido a Serie A, que pagó cuatro millones de dólares al Bellmare, que en esas fechas atravesaba problemas económicos. De este modo, Nakata se convirtió en el segundo japonés que jugó en el campeonato italiano, por detrás de Kazu Miura, y su contratación conllevó un fuerte revuelo mediático en su país.
El nipón se convirtió en la estrella del Perugia, con un inspirado debut en la primera jornada de liga frente a la Juventus de Turín. Aunque su equipo perdió 3-4, Nakata marcó dos goles. Durante el resto de la temporada, destacó como uno de los mejores jugadores de la plantilla, con 33 partidos disputados y 10 goles. Al año siguiente, se consolidó como la estrella del equipo, con 15 encuentros y dos goles en la primera vuelta, que llamaron la atención de clubes italianos de mayor prestigio. A raíz de su éxito en el país, también se convirtió en una importante imagen publicitaria e icono de moda en el mercado japonés.
En el mercado invernal de la temporada 1999/00, la AS Roma contrató a Nakata para luchar por el Scudetto, con una plantilla liderada por Francesco Totti, Vincenzo Montella y dirigida por Fabio Capello. En su primera temporada fue titular, y disputó 15 encuentros con tres goles anotados. En la segunda se convirtió en un jugador de rotación, pero mantuvo un papel importante y ayudó a que el equipo ganase la Liga italiana, con 15 presencias y tres goles. Con la selección japonesa, Hidetoshi lideró a un combinado nacional que por primera vez, superó la fase de grupos y llegó hasta octavos de final, donde fue derrotado por Turquía.
El Parma fichó a Nakata para la temporada 2001-02 por una cifra récord de 27 millones de euros, la más cara hasta la fecha para un futbolista japonés. En su año de debut con los parmesanos ganó la Copa Italia, y durante dos temporadas mantuvo un buen nivel de forma. Sin embargo, el rendimiento del japonés menguó con el paso del tiempo, y en el año 2003/04 quedó relegado al banquillo. Para darle minutos su equipo lo cedió al Bologna, donde recuperó la titularidad.
A su regreso, el Parma lo traspasó en la temporada 2004-05 a la recién ascendida Fiorentina, pero su carrera italiana continuó en declive, al perder la estabilidad de épocas anteriores. El jugador disputó 20 encuentros pero quedó relegado al banquillo, y al año siguiente volvió a ser cedido. En esta ocasión, Nakata cambió el fútbol italiano por el inglés, y la temporada 2005/06 jugó en el Bolton Wanderers con la intención de prepararse para el Mundial de 2006.

### Retirada del fútbol
En su último año en activo, con el Bolton, jugó 21 partidos y marcó un gol, el último de su carrera, en un partido frente al West Bromwich Albion. Aunque fue titular, el japonés nunca se adaptó al estilo de vida británico, y vio mermada su proyección por las lesiones. Pudo ir convocado con la selección nipona al Mundial de 2006, donde jugó los tres partidos como capitán del combinado. Pese a que Japón no ganó ninguno de sus encuentros, Nakata fue elegido jugador más valioso en el encuentro frente a Croacia.
Nakata anunció su prematura retirada del fútbol profesional en julio de 2006, pocos días después del Mundial, a los 29 años. Aunque en su página web señaló que «no hay ningún motivo concreto», poco después indicó que había perdido la ilusión por el fútbol, ya que sus continuas lesiones le impedían rendir al máximo nivel. Nakata no desapareció de la escena pública japonesa y además de continuar vinculado al fútbol a través de una fundación, siguió participando como modelo e imagen publicitaria.

## Selección nacional

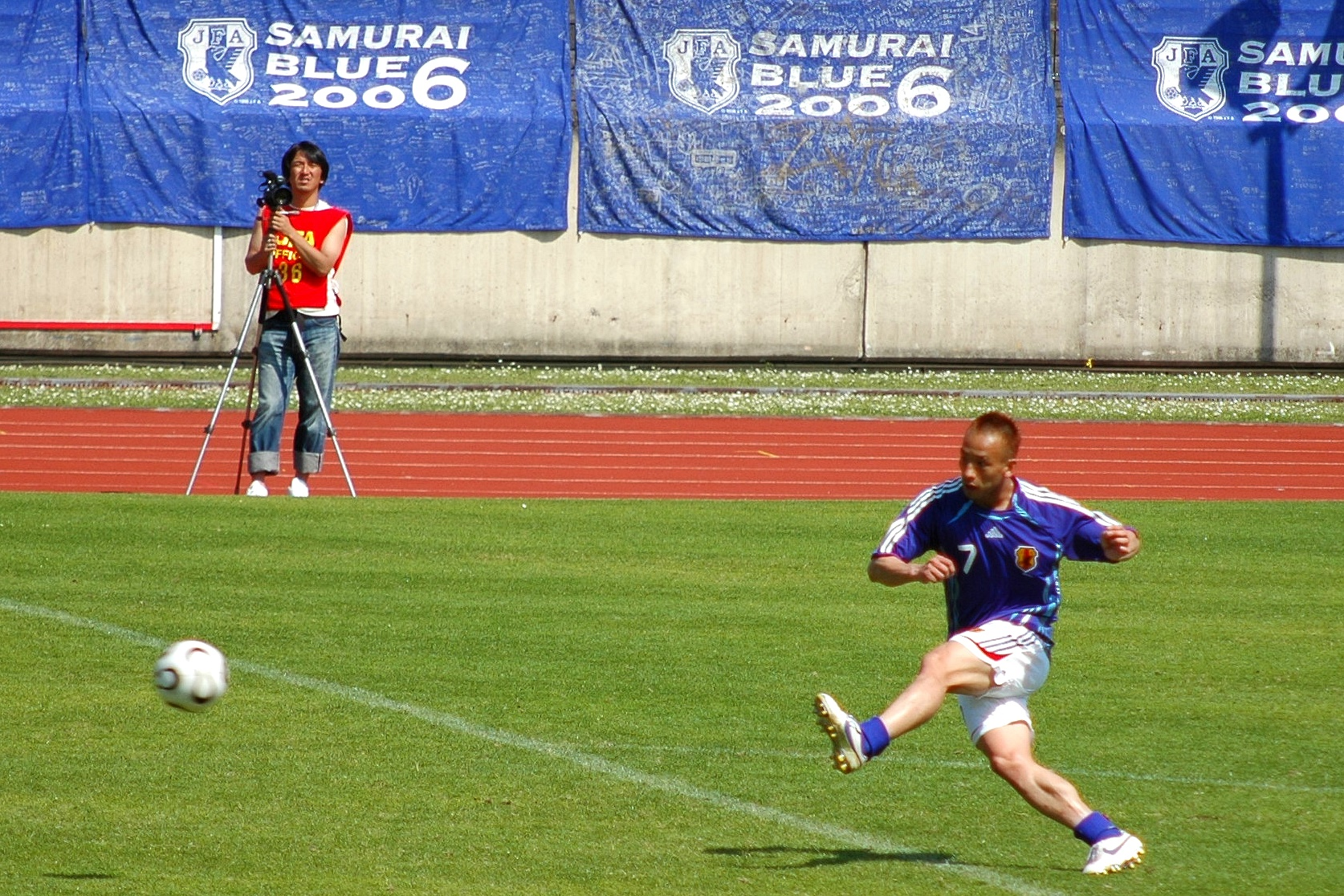
Nakata, en un entrenamiento con la selección japonesa.

Nakata ha sido internacional con la Selección de Japón en 77 ocasiones y ha marcado 11 goles. Con el combinado nacional nipón, ha disputado tres Copas Mundiales de Fútbol (Francia 1998, Corea y Japón 2002 y Alemania 2006), y su mayor logro internacional fue un subcampeonato en la Copa Confederaciones de 2001. Dentro del panorama asiático, ganó la Copa Dinastía de 1998.
Dentro de la selección nipona, Nakata ha pasado por todos sus niveles. En 1991 debutó con el equipo sub-17, con la que llegó a jugar la Copa Mundial de Fútbol Sub-17 de 1993 celebrada en Japón. En 1994 pasó a la sub-19 para jugar el Campeonato Juvenil de la AFC de 1994, donde terminó finalista, y un año después fue seleccionado para la sub-20 en la Copa Mundial de Fútbol Juvenil de 1995. Finalmente, disputó los Juegos Olímpicos de Atlanta 1996.
En el combinado nacional, Nakata disputó la mayoría de torneos internacionales, como las fases de clasificación para los Mundiales, pero en su paso por Italia dejó de ser convocado para las competiciones asiáticas, para darle descanso. En el Mundial de Alemania 2006 portó el brazalete de capitán.

### Participaciones en Copas del Mundo
| Copa              | Sede                | Resultado        | Partidos | Goles |
| ----------------- | ------------------- | ---------------- | -------- | ----- |
| Copa Mundial 1998 | Francia             | Primera fase     | 3        | 0     |
| Copa Mundial 2002 | Corea del Sur Japón | Octavos de final | 4        | 1     |
| Copa Mundial 2006 | Alemania            | Primera fase     | 3        | 0     |

### Participaciones en Copa Confederaciones
| Copa                      | Sede                | Resultado    | Partidos | Goles |
| ------------------------- | ------------------- | ------------ | -------- | ----- |
| Copa Confederaciones 2001 | Corea del Sur Japón | Subcampeón   | 4        | 1     |
| Copa Confederaciones 2003 | Francia             | Primera fase | 3        | 1     |
| Copa Confederaciones 2005 | Alemania            | Primera fase | 3        | 0     |

### Participaciones en Juegos Olímpicos
| Copa                  | Sede    | Resultado        | Partidos | Goles |
| --------------------- | ------- | ---------------- | -------- | ----- |
| Juegos Olímpicos 1996 | Atlanta | Primera fase     | 0        | 0     |
| Juegos Olímpicos 2000 | Sídney  | Cuartos de final | 3        | 1     |

## Otras consideraciones

### Estilo de juego
Nakata se labró una reputación como un jugador muy útil para labores ofensivas. Aunque en categorías juveniles participaba como delantero, en las profesionales retrasó su posición al centro del campo y la mediapunta, donde destacó por su visión de juego. De este modo, podía trenzar pases y crear buenas oportunidades para sus compañeros.
Además, Nakata también se reveló como un jugador goleador, especialmente en los primeros años de su carrera. La mayoría de sus goles llegaban a través de segundas jugadas y rechaces, aunque también logró tantos gracias a disparos desde fuera del área para sorprender al guardameta rival. Sus mejores años como futbolista fueron en el Perugia y la Roma, y después su rendimiento cayó poco a poco, hasta verse mermado por las lesiones y la falta de continuidad en sus últimas experiencias.

### Fuera del campo
Al margen de su papel como jugador de fútbol, Hidetoshi Nakata destacó por su venta de imagen y su popularidad, especialmente en su país natal. Desde el inicio de su carrera mostró interés por el mundo de la moda, asistiendo a presentaciones de marcas y tiñéndose el pelo de vivos colores, algo hasta entonces poco común en la sociedad japonesa. Con su éxito internacional, Nakata se convirtió en imagen publicitaria y creador de tendencia otros jugadores nipones que dieron el salto a nivel internacional, lo que le llevó a ser comparado como una versión asiática de David Beckham. Tras su retirada del fútbol en 2006, Nakata se volcó en la moda y la publicidad; de este modo, participó en las campañas de marcas como Calvin Klein, para la que posó en su campaña internacional de ropa interior de 2010, Nike o Coca-Cola, entre otras marcas.
Nakata cuenta con una fundación llamada "Take Action Foundation", que recauda fondos para iniciativas sociales, medioambientales y culturales, a través de partidos de fútbol benéficos y obras de caridad. En 2010 donó 1,5 millones de euros para las víctimas del terremoto de Haití, al subastar las botas con las que disputó el Mundial de 2006.
Pese a su marcha a Italia, Nakata continuó vinculado al Bellmare Hiratsuka (actualmente conocido como Shonan Bellmare), a través de colaboraciones y patrocinios. En 1998 fue traspasado por cuatro millones de euros porque el equipo nipón tenía problemas económicos y no podía pagar su ficha. Cuando el club estuvo a punto de desaparecer en 1999, año de su descenso a segunda división, Nakata firmó un acuerdo de patrocinio a través de su página web "nakata.net" durante dos temporadas. Posteriormente, continuó colaborando a través de donaciones y partidos benéficos.

## Estadísticas

### Clubes
| Club | Div.          | Temporada     | Liga  | Liga  | Copas nacionales(1) | Copas nacionales(1) | Copa de la Liga(2) | Copa de la Liga(2) | Torneos internacionales(3) | Torneos internacionales(3) | Otros(4) | Otros(4) | Total | Total |
| Club | Div.          | Temporada     | Part. | Goles | Part.               | Goles               | Part.              | Goles              | Part.                      | Goles                      | Part.    | Goles    | Part. | Goles |
| --- | ------------- | ------------- | ----- | ----- | ------------------- | ------------------- | ------------------ | ------------------ | -------------------------- | -------------------------- | -------- | -------- | ----- | ----- |
| Bellmare Hiratsuka Japón | 1.ª           | 1995          | 26    | 8     | 2                   | 1                   | —                  | —                  | 6                          | 1                          | 1        | 0        | 35    | 10    |
| Bellmare Hiratsuka Japón | 1.ª           | 1996          | 26    | 2     | 3                   | 0                   | 12                 | 2                  | 3                          | 0                          | —        | —        | 44    | 4     |
| Bellmare Hiratsuka Japón | 1.ª           | 1997          | 21    | 3     | 3                   | 0                   | 6                  | 1                  | —                          | —                          | —        | —        | 30    | 4     |
| Bellmare Hiratsuka Japón | 1.ª           | 1998          | 12    | 3     | —                   | —                   | —                  | —                  | —                          | —                          | —        | —        | 12    | 3     |
| Bellmare Hiratsuka Japón | Total club    | Total club    | 85    | 16    | 8                   | 1                   | 18                 | 3                  | 9                          | 1                          | 1        | 0        | 121   | 21    |
| Perugia Calcio · Italia | 1.ª           | 1998-99       | 33    | 10    | 0                   | 0                   | —                  | —                  | —                          | —                          | —        | —        | 33    | 10    |
| Perugia Calcio · Italia | 1.ª           | 1999-00       | 15    | 2     | 4                   | 1                   | —                  | —                  | 3                          | 1                          | —        | —        | 22    | 4     |
| Perugia Calcio · Italia | Total club    | Total club    | 48    | 12    | 4                   | 1                   | —                  | —                  | 3                          | 1                          | —        | —        | 55    | 14    |
| A. S. Roma · Italia | 1.ª           | 1999-00       | 15    | 3     | 1                   | 0                   | —                  | —                  | 2                          | 0                          | —        | —        | 18    | 3     |
| A. S. Roma · Italia | 1.ª           | 2000-01       | 15    | 2     | 0                   | 0                   | —                  | —                  | 7                          | 1                          | —        | —        | 22    | 3     |
| A. S. Roma · Italia | Total club    | Total club    | 30    | 5     | 1                   | 0                   | —                  | —                  | 9                          | 1                          | —        | —        | 40    | 6     |
| Parma F. C. · Italia | 1.ª           | 2001-02       | 24    | 1     | 6                   | 2                   | —                  | —                  | 8                          | 1                          | —        | —        | 38    | 4     |
| Parma F. C. · Italia | 1.ª           | 2002-03       | 31    | 4     | 1                   | 0                   | —                  | —                  | 4                          | 0                          | 1        | 0        | 37    | 4     |
| Parma F. C. · Italia | 1.ª           | 2003-04       | 12    | 0     | 2                   | 0                   | —                  | —                  | 3                          | 1                          | —        | —        | 17    | 1     |
| Parma F. C. · Italia | Total club    | Total club    | 67    | 5     | 9                   | 2                   | —                  | —                  | 15                         | 2                          | 1        | 0        | 92    | 9     |
| Bologna F. C. · Italia | 1.ª           | 2003-04       | 17    | 2     | 0                   | 0                   | —                  | —                  | —                          | —                          | —        | —        | 17    | 2     |
| A. C. F. Fiorentina · Italia | 1.ª           | 2004-05       | 20    | 0     | 4                   | 0                   | —                  | —                  | —                          | —                          | —        | —        | 24    | 0     |
| Bolton Wanderers F. C. Inglaterra | 1.ª           | 2005-06       | 21    | 1     | 3                   | 0                   | 2                  | 0                  | 6                          | 0                          | —        | —        | 32    | 1     |
| Total carrera | Total carrera | Total carrera | 288   | 41    | 29                  | 5                   | 20                 | 3                  | 42                         | 5                          | 2        | 0        | 381   | 53    |
| (1) Incluye datos de la Copa del Emperador, Copa Italia y FA Cup. (2) Incluye datos de la Copa J. League y Copa de la Liga de Inglaterra. (3) Incluye datos de la Recopa de la AFC, Copa Intertoto, Copa de la UEFA y Liga de Campeones. (4) Incluye datos de la Supercopa de Japón y Supercopa de Italia. |               |               |       |       |                     |                     |                    |                    |                            |                            |          |          |       |       |

### Selección nacional
| Selección      | Año   | Partidos | Goles |
| -------------- | ----- | -------- | ----- |
| Absoluta Japón | 1997  | 16       | 5     |
| Absoluta Japón | 1998  | 10       | 1     |
| Absoluta Japón | 1999  | 3        | 0     |
| Absoluta Japón | 2000  | 4        | 0     |
| Absoluta Japón | 2001  | 7        | 1     |
| Absoluta Japón | 2002  | 8        | 2     |
| Absoluta Japón | 2003  | 11       | 1     |
| Absoluta Japón | 2004  | 2        | 0     |
| Absoluta Japón | 2005  | 10       | 0     |
| Absoluta Japón | 2006  | 6        | 1     |
| Total          | Total | 77       | 11    |

## Palmarés

### Campeonatos nacionales
| Título      | Club        | País   | Año  |
| ----------- | ----------- | ------ | ---- |
| Serie A     | A. S. Roma  | Italia | 2001 |
| Copa Italia | Parma F. C. | Italia | 2002 |

### Campeonatos internacionales
| Título           | Club               | Sede     | Año  |
| ---------------- | ------------------ | -------- | ---- |
| Recopa de la AFC | Bellmare Hiratsuka | Yokohama | 1995 |
| Copa Kirin       | Selección de Japón | Japón    | 1997 |
| Copa Dinastía    | Selección de Japón | Japón    | 1998 |

### Distinciones individuales
| Distinción                              | Año  |
| --------------------------------------- | ---- |
| Futbolista del año en Japón             | 1997 |
| Equipo de las estrellas de la J. League | 1997 |
| Futbolista del año en Asia              | 1997 |
| 1998                                    |      |
| Miembro del FIFA 100                    | 2004 |